# Хряпченко, Фёдор Степанович
Фёдор Степанович Хряпченко (25 октября 1925, Верблюжка, Зиновьевский округ — 30 августа 2003, Беленькое, Одесская область) — советский хозяйственный деятель, Герой Социалистического Труда.

## Биография
Родился 25 октября 1925 году в селе Верблюжка. Член КПСС.
Участник Великой Отечественной войны, номер противотанкового ружья 2-го стрелкового батальона 299-го гвардейского стрелкового полка 98-й гвардейской стрелковой дивизии 3-го Украинского фронта.
С 1950 года — на хозяйственной, общественной и политической работе. В 1950—1985 годах — заведующий свиноводческой фермой колхоза имени Ленина Белгород-Днестровского района Одесской области Украинской ССР.
Указом Президиума Верховного Совета СССР от 6 марта 1981 года присвоено звание Героя Социалистического Труда с вручением ордена Ленина и золотой медали «Серп и Молот».
Умер 30 августа 2003 года в селе Беленькое Белгород-Днестровского района.